# ジョン・モウブレー (初代ノッティンガム伯)
初代ノッティンガム伯ジョン・ド・モウブレー（John (IV) de Mowbray, 1st Earl of Nottingham, 1365年8月1日 - 1383年1月12日）は、イングランド貴族。

## 生涯
ジョンは、第4代モウブレー男爵ジョン・モウブレーとエリザベス・セグレイヴの長男として1365年8月1日にリンカンシャーのアクスホルム島のエプワースで生まれた。弟に初代ノーフォーク公トマス・モウブレー、姉妹にエリナー、マーガレット、ジョーンがいる。初代ランカスター公ジョン・オブ・ゴーントから「いとこ（cousin）」と呼ばれた。
1368年に母エリザベスが亡くなったとき、ジョンはセグレイヴ男爵になったとされる。しかし、莫大な持参金を与えられていた、エリザベス・セグレイヴの母ノーフォーク女公マーガレットが1399年まで存命していたため、ジョンは相続財産からはほとんど利益を得ることができなかった。
1368年、父ジョンが聖地へ向かう途中、コンスタンティノープル近郊でトルコ人に殺害されたため、ジョンはモウブレー男爵位も継承した。
1372年4月、ジョンと弟トマスの親権は、祖母のジョーン・オブ・ランカスターの妹であるウェイク男爵夫人ブランシュに与えられた。1377年4月23日、後のリチャード2世とヘンリー4世がバス騎士に叙せられた際、ジョンは彼らと共に騎士に叙せられた。リチャード2世が1377年7月16日に戴冠すると、ジョンはノッティンガム伯に叙せられた。ベッドフォードのウィリアム・ビーチャムの土地の共同所有者として、ジョンとウィリアム・ラティマー（第4代ラティマー男爵）は戴冠式でアルモナーを務める権利を主張することに成功した。
モーブレーは1383年2月12日までに17歳で未婚のまま亡くなり、ロンドンのフリート・ストリートにあるホワイトフライアーズに埋葬された。ノッティンガム伯位はジョンの死とともに断絶した。モウブレー男爵位は弟の初代ノーフォーク公トマス・モウブレーが継承し、トマスは1386年1月12日に新たに創設されたノッティンガム伯ともなった。